# Füssen
Füssen (pronunciación en alemán: /ˈfʏsn̩/ⓘ) es una ciudad de Alemania situada en el distrito de Ostallgäu, en el estado federado de Baviera. Tiene una población estimada, a fines de 2023, de 16 072 habitantes.
Está situada al pie de los Alpes, al final de la llamada Ruta Romántica (Romantische Straße), muy cerca de la frontera con Austria.
Tiene un interesante casco antiguo con sitios de interés como el Castillo Alto (Hohes Schloss), de estilo gótico tardío, y el monasterio benedictino de St. Mang, donde se puede visitar el Museo de la Ciudad de Füssen.

## Galería de imágenes

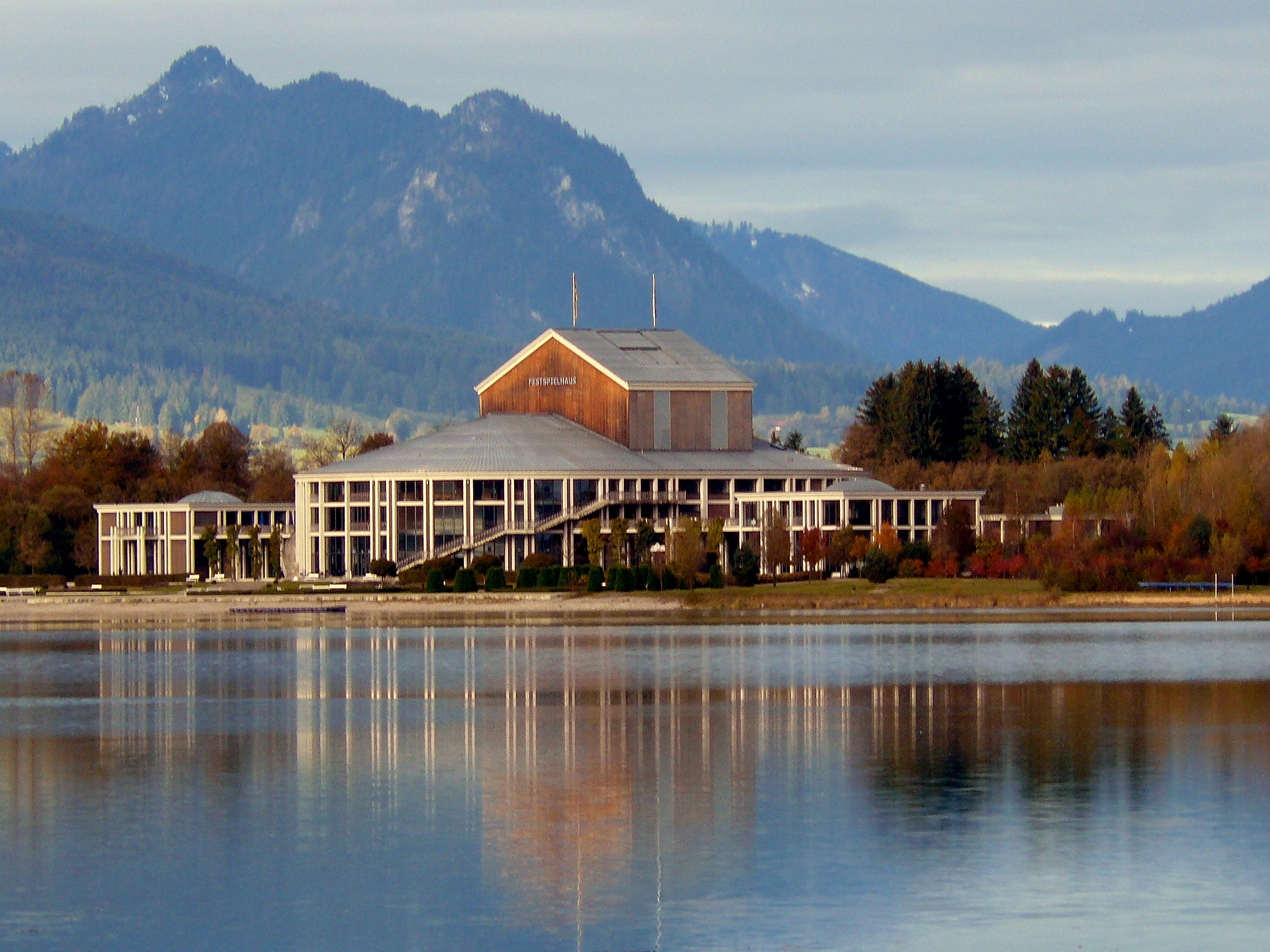
Sala de Festivales Neuschwanstein
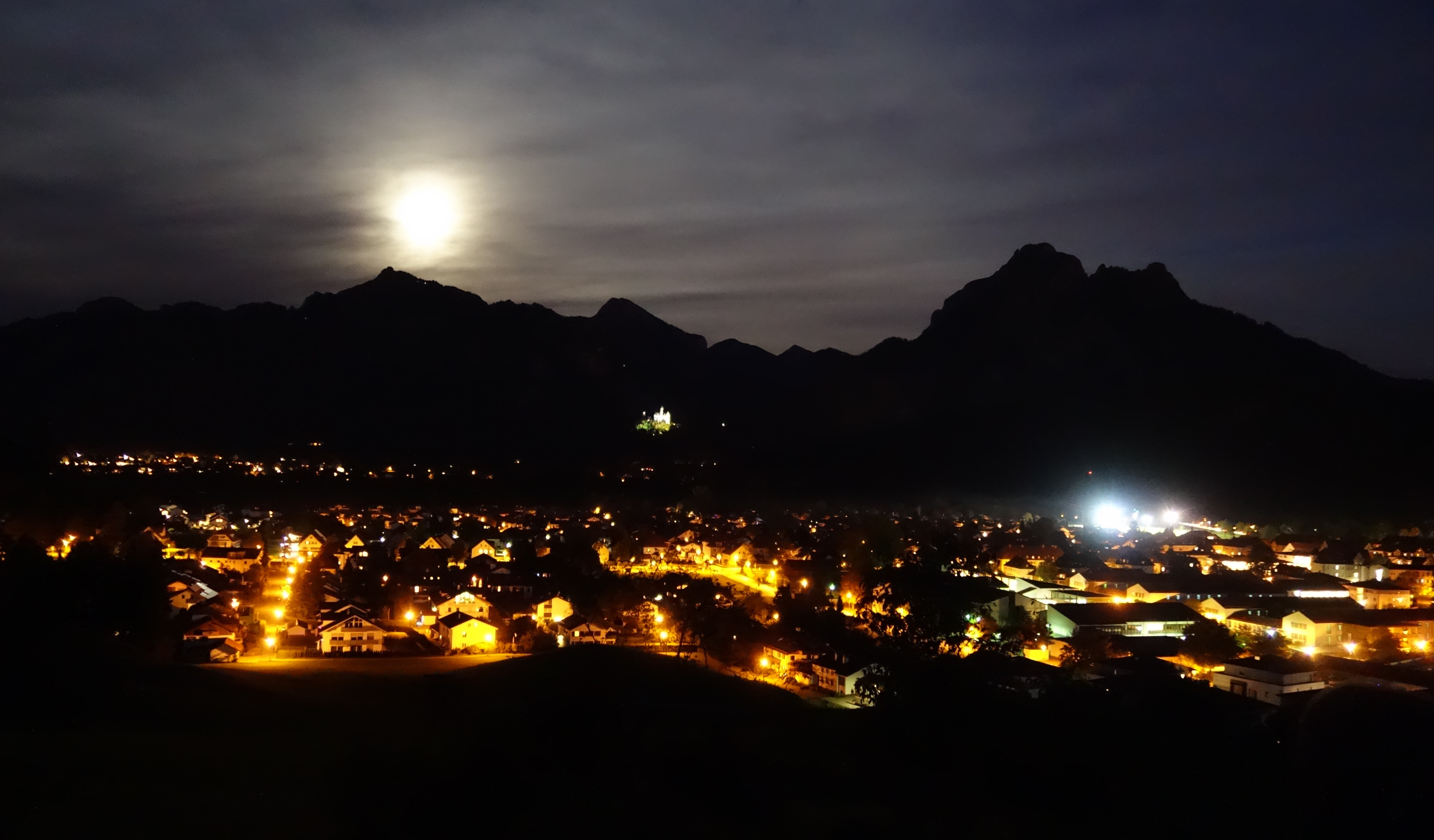
La ciudad por la noche
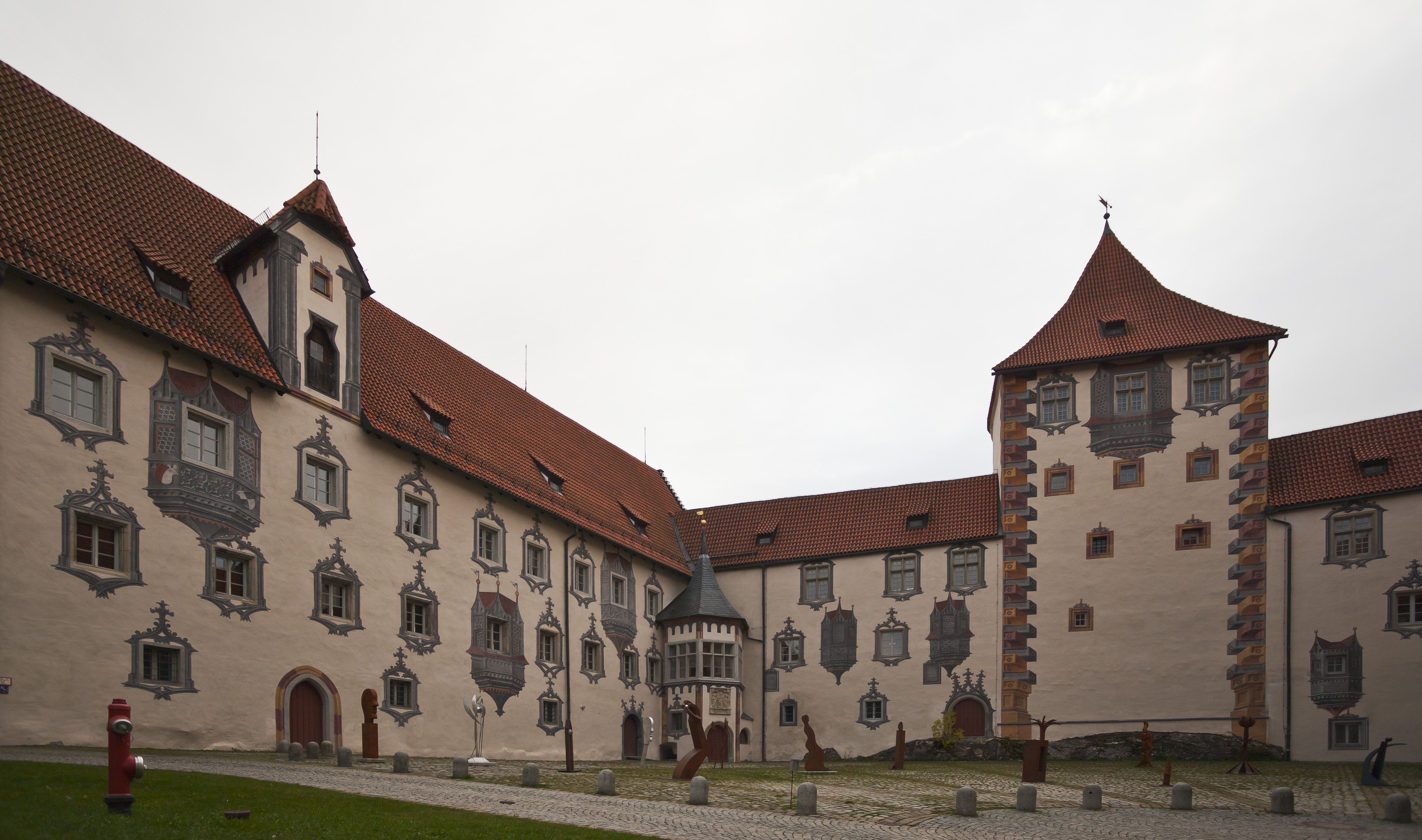
Castillo Alto
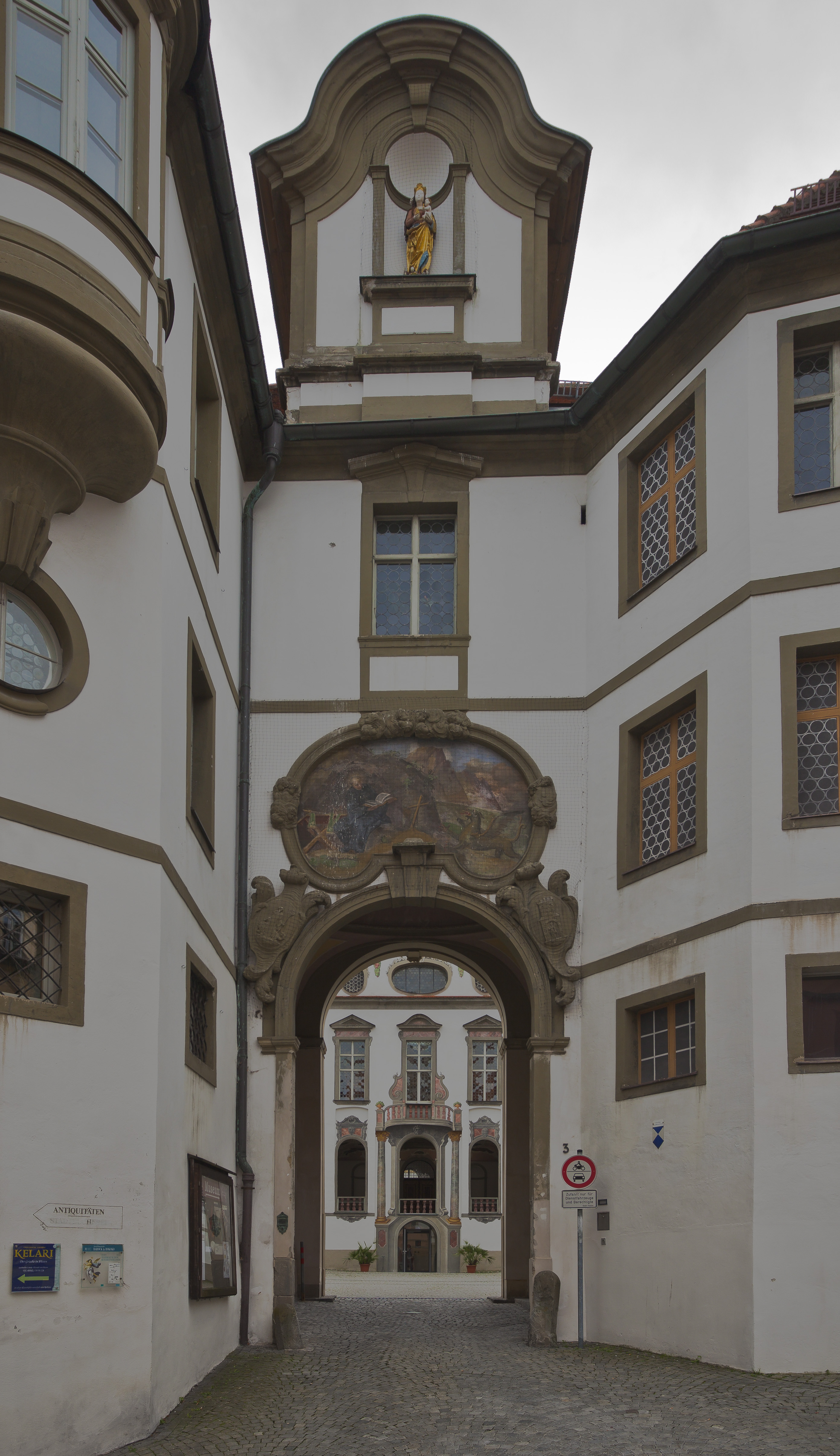
Monasterio benedictino de St Mang
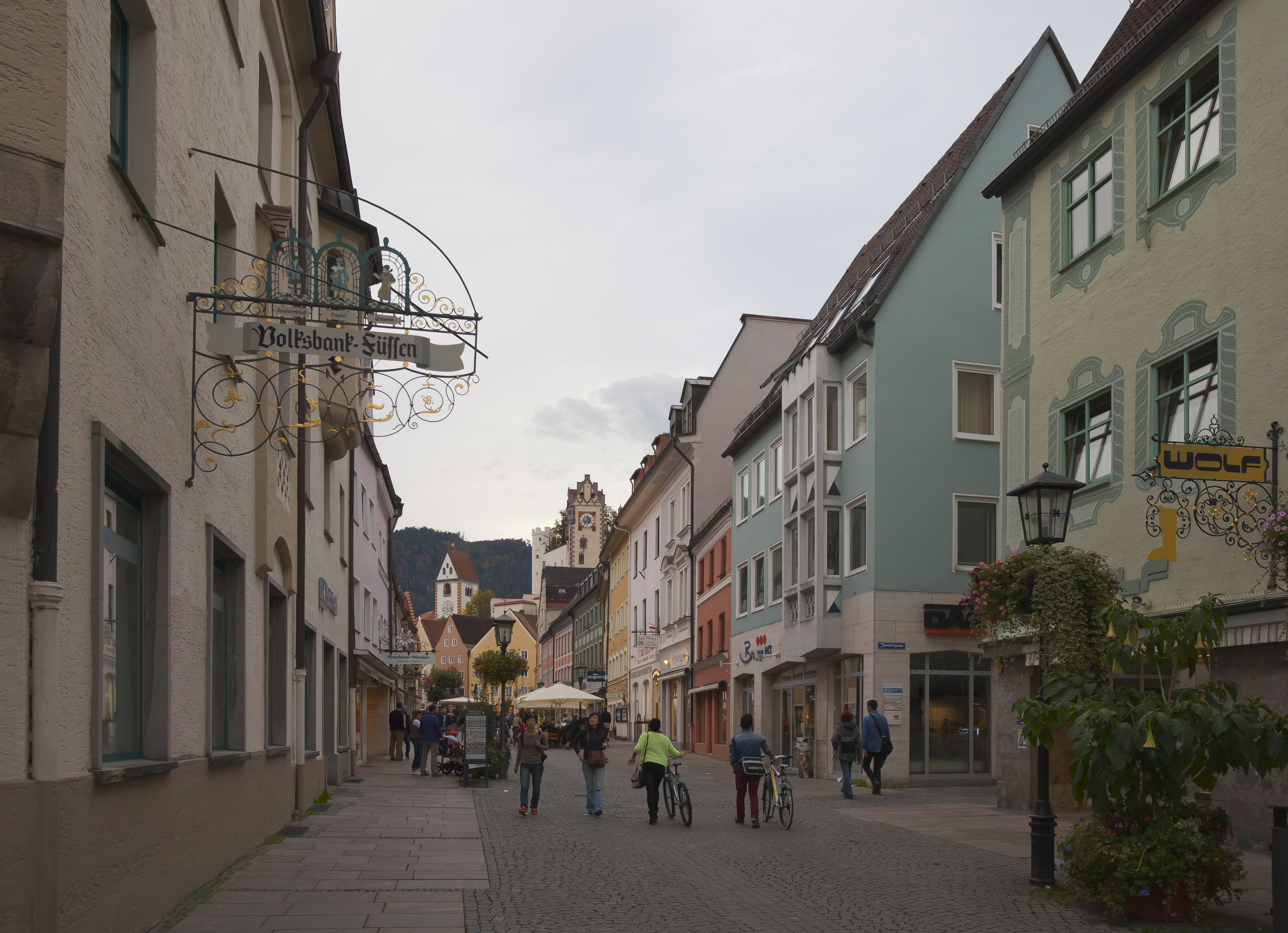
Reichenstraße
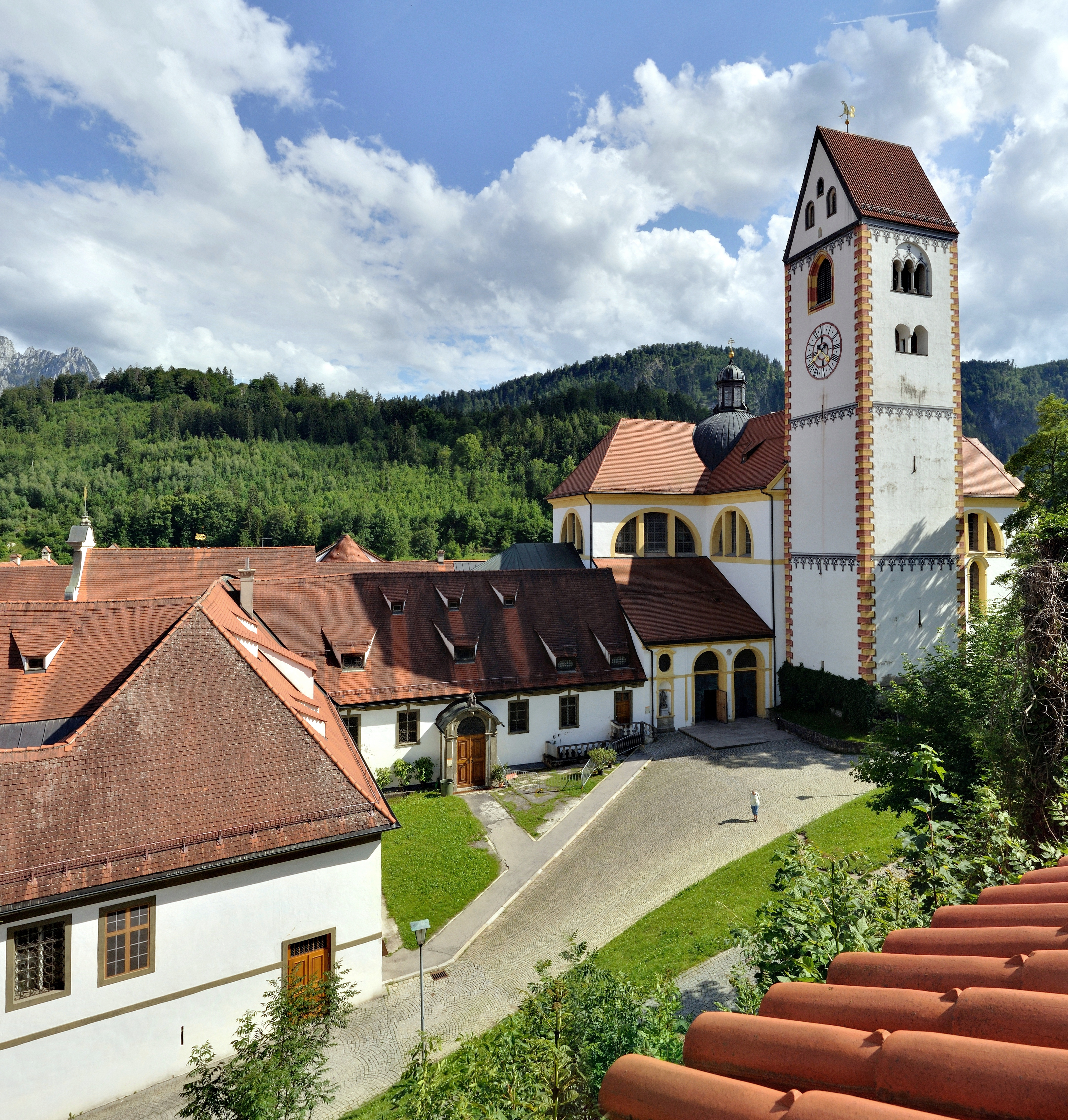
Iglesia Parroquial de St Mang